# Мур, Патрик Теодор
Патрик Теодор Мур (англ. Patrick Theodore Moore) (22 сентября 1821 — 19 сентября 1883) — американец ирландского происхождения, полковник и затем и бригадный генерал армии Конфедерации в годы американской гражданской войны. Командовал 1-м вирджинским полком в сражении при Блэкбернс-Форд, где был ранен и стал непригоден для полевой службы.

## Ранние годы
Парик Мур родился 22 сентября 1821 года в Голуэе, Ирландия. Его семья переехала в Канаду в 1835 году, а затем в Массачусетс. В 1850 году Мур переселился в Вирджинию, где зарабатывал торговлей и одновременно был избран капитаном вирджинского ополчения.

## Гражданская война
21 апреля 1861 года, когда Вирджиния вышла из состава Союза, Патрик Мур вступил в вирджинское ополчение и стал полковником 1-го вирджинского пехотного полка ополчения. 15 июня он стал командиром 1-го вирджинского полка Временной Вирджинской Армии, а 1 июля, когда вирджинское полки были включены в армию Конфедерации, он стал командиром 1-го вирджинского пехотного полка.
Полк Мура был включен в бригаду Джеймса Лонгстрита и направлен в район Манассаса, где 18 июля бригада первой встретила наступающие части федеральной армии. Произошло сражение при Блэкбернс-Форд, где полк Мура попал под атаку федеральной бригады, но устоял, однако сам Мур был ранен в голову. Командование принял подполковник Фрай.
Ранение сделало его непригодным для полевой службы и Мура перевели на штабные должности. С октября 1861 по май 1862 года он служил адъютантом при генерала Джонстоне, а после ранения Джонстона в сражении при Севен-Пайнс стал адъютантом Джеймса Лонгстрита (до июля 1862).